# Properties
Properties, no contexto da plataforma Java, é um arquivo (geralmente com a extensão .properties) utilizado em muitas aplicações Java e similares para armazenar um mapa de conjunto com o par chave-valor associados, principalmente para inicialização e parametrização de variáveis de configuração.
Uma chave (banco de dados) só tem um valor, mas podem existir várias chaves que possuem o mesmo valor.

## Exceções
Apache Flex usa arquivos .properties também, mas eles são codificados em UTF-8.
No formato uriworkermap.properties do Apache mod_jk, uma marca de exclamação ("!") denota um operador de negação quando usado como o primeiro  caractere não  em branco em uma linha.
Perl CPAN contém Config :: Properties para a interface para um arquivo .properties.